# ATP Bologna Outdoor 1998
L'ATP Bologna Outdoor 1998 è stato un torneo di tennis giocato sulla terra rossa. È stata la 14ª edizione dell'ATP Bologna Outdoor, che fa parte della categoria International Series nell'ambito dell'ATP Tour 1998. Si è giocato a Bologna in Italia, dall'8 al 14 giugno 1998.

## Campioni

### Singolare
Julián Alonso ha battuto in finale  Karim Alami con il punteggio di 6–1, 6–4

### Doppio
Brandon Coupe /  Paul Rosner hanno battuto in finale  Giorgio Galimberti /  Massimo Valeri con il punteggio di 7–6(1) 6–3